# Мапа сайту
Мапа сайту (англ. sitemap, або карта сайту) — це список сторінок веб-сайту в межах домену.
Існує три основні типи мапи сайту:     
1. Мапи сайту, які використовуються дизайнерами під час планування веб-сайту.
2. Видимі людині списки сторінок сайту, як правило, ієрархічні.
3. Структуровані списки, призначені для веб-сканерів, наприклад пошукових систем.

## Види мап сайту
Мапи сайту можуть бути адресовані користувачам або програмному забезпеченню. Багато сайтів мають видимі для користувача мапи сайту, які представляють систематичне подання, зазвичай ієрархічне. Вони призначені для того, щоб допомогти відвідувачам знайти певні сторінки, а також можуть використовуватися сканерами. Іншим підходом є впорядковані в алфавітному порядку мапи сайтів, які іноді називають індексами сайтів. 
Для використання пошуковими системами та іншими сканерами існує структурований формат, XML Sitemap, який містить перелік сторінок сайту, їх відносну важливість і частоту їх оновлення. На це вказує файл robots.txt і зазвичай називається sitemap.xml. Структурований формат особливо важливий для веб-сайтів, які включають сторінки, які не доступні за посиланнями з інших сторінок, а лише за допомогою інструментів пошуку на сайті або шляхом динамічної побудови URL-адрес. Вони також служать навігаційною допомогою, надаючи огляд вмісту сайту з одного погляду.